# Micpe Netofa
Micpe Netofa (hebr. מצפה נטופה; oficjalna pisownia w ang. Mitzpe Netofa) – wieś komunalna położona w Samorządzie Regionu Ha-Galil ha-Tachton, w Dystrykcie Północnym, w Izraelu.

## Położenie
Leży na wschód od Jeziora Tyberiadzkiego w Dolnej Galilei.

## Historia
Osada została założona w 1979.

## Gospodarka
Gospodarka wioski opiera się na rolnictwie.